# Сушица (Кюстендилская область)
Сушица (болг. Сушица) — село в Болгарии. Находится в Кюстендилской области, входит в общину Трекляно. Население составляет 28 человек.

## Политическая ситуация
Сушица подчиняется непосредственно общине и не имеет своего кмета.
Кмет (мэр) общины Трекляно — Камен Стойнев Арсов (Болгарская социалистическая партия (БСП)) по результатам выборов в правление общины.